# Jordi Gil i Beneito
Jordi Gil i Beneito   (Alcoi, 1951) és un cantautor alcoià.

## Trajectòria artística
Jordi Gil va iniciar la seva activitat musical als anys 60, es va popularitzar a Catalunya després d'un festival en homenatgee a Ovidi Montllor, que va tenir lloc a Alcoi poc abans de la seva mort i va se enregistrat i emès per televisió. El 1994 va publicar un caset (Al meu país) amb temes propis i poemes musicats de Miquel Martí i Pol, Joan Valls i Jordà i del també cantant alcoià Francesc Moisès.
Gil ha enregistrat discos com Veus en solidaritat (1993), Pintem l'esperança (1993), Al meu país (1994), D'Andorra i altres pobles (1994), De cor i canya (1995), Homenatge a l'Ovidi (1995), 9 d'Octubre Xixona (1996), La cançó de Mariola (1997), Des d'aquest racó de ciutat (1999), Voces Shefardites (2005), Íntimament (2006), El barquillero (2012), De llangardaixos, gripaus i lladregots (2012), Münchhausen (2013), Poemes i cançons (disco-llibre 2013), Sirena de la llibertat (2015) o Sepharad (2017). Es va retirar dels escenaris el 2017 y el 2018 l'Associació Cultural Amics de Joan Valls i Jordà reconeix la seva tasca en defensa del valencià durant tota la seva trajectòria artística, i li concedeix el Premi Joan Valls i Jordà. El 2022 rep el premi Els Palmells del diari El Grat d'Alcoi.
El 2024 publica Vida, un disc amb 17 temes que fou presentat a Alcoi.

## Discografia
- Veus en solidaritat (1993)
- Pintem l'esperança (1993)
- Al meu país (1994)
- D'Andorra i altres pobles (1994)
- De cor i canya (1995)
- Homenatge a l'Ovidi (1995)
- 9 d'Octubre Xixona (1996)
- La cançó de Mariola (1997)
- Des d'aquest racó de ciutat (1999)
- Voces Shefardites (2005)
- Íntimament (2006)
- El barquillero (2012)
- De llangardaixos, gripaus i lladregots (2012)
- Münchhausen (2013)
- Poemes i cançons (disco-libro 2013)
- Sirena de la llibertat (2015)
- Sepharad (2017)
- Vida (2024)